# یانوش کورچاک
یانوش کورچاک(به لهستانی: Janusz Korczak) (زادهٔ ۲۲ ژوئیه ۱۸۷۸ در ورشو، درگذشتهٔ اوت ۱۹۴۲ در اردوگاه مرگ تربلینکا) نام ادبی هنریک گولدشمیت (به لهستانی:  Henryk Goldszmit) نویسندهٔ کودک و نوجوان، پزشک، مربی، فعال اجتماعی، متفکر و تئوریسین تربیت کودکان لهستانی بود.
کورچاک از سال ۱۹۱۲ مدیریت یک پرورشگاه کودکان یهودی را در محله یهودی‌نشین ورشو برعهده داشت. او تئوری‌های نوآورانه‌اش در زمینهٔ آموزش و پرورش کودکان را در این پرورشگاه که آن را به شیوهٔ خودمختار اداره می‌کرد، به کار بست و مطالعاتی در زمینهٔ رشد اجتماعی و روانی کودکان انجام داد. در تابستان ۱۹۴۲، در گتوی ورشو اگرچه امکان این را داشت که خود را نجات دهد، ترجیح داد به همراه کودکان پرورشگاهش به اردوگاه مرگ تربلینکا منتقل شود. سرانجام به همراه کودکان تحت مراقبتش به اتاق‌های گاز فرستاده‌شد و در سرنوشت آن‌ها شریک شد.